# Melsungen
Melsungen – miasto w Niemczech, w kraju związkowym Hesja, w rejencji Kassel, w powiecie Schwalm-Eder.
W gospodarce miasta dominuje przemysł medyczny. Ma tutaj swoją siedzibę m.in. B.Braun Melsungen AG.

## Współpraca
Miejscowości partnerskie:
- Bad Liebenstein, Niemcy
- Dreux, Francja
- Evesham, Wielka Brytania
- Koudougou, Burkina Faso
- Todi, Włochy

## Sport
- MT Melsungen - klub piłki ręcznej mężczyzn